# ウォーターブルー
ウォーターブルー (water blue) は、染色に使われる有機化合物である。コラーゲンを青く染色する。
別名、アニリンブルー (aniline blue)、チャイナブルー (China blue)、ソルブルブルー (Soluble blue)、CI 42755 など。